# Arabette des Alpes
Arabis alpina subsp. alpina
Sous-espèce
Classification phylogénétique
L'arabette des Alpes (Arabis alpina subsp. alpina) est une sous-espèce de plantes herbacées de la famille des Brassicaceae.
C'est une sous-espèce de Arabis alpina dont elle est la sous-espèce type.

## Description

### Caractéristiques
- Organes reproducteurs
  - Couleur dominante des fleurs : blanc
  - Période de floraison : mai-août
  - Inflorescence : racème simple
  - Sexualité : hermaphrodite
  - Ordre de maturation : homogame
  - Pollinisation : entomogame, autogame
- Graine
  - Fruit : silique
  - Dissémination : anémochore
- Habitat et répartition
  - Habitat type : éboulis grossiers médioeuropéens, basophiles, montagnards-subalpins, sciaphiles
  - Aire de répartition : arctico-alpin

Données d'après : Julve, Ph., 1998 ff. - Baseflor. Index botanique, écologique et chorologique de la flore de France. Version : 23 avril 2004.